# Hispano Villiers

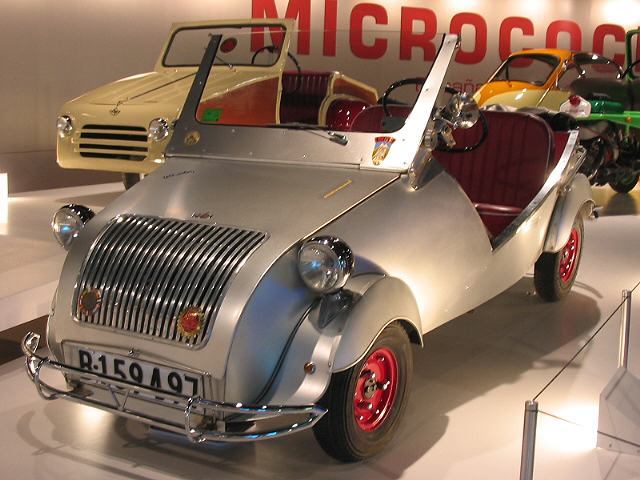
Minicar Biscúter mit Villiers-Motor 1954

Hispano Villiers S.A. war ein spanischer Motorenhersteller.
Er wurde 1951 gegründet und fertigte Verbrennungsmotoren unter der Lizenz der englischen Villiers Engineering Company Ltd. Die Harry Walker S. A., die bereits im Ersten Weltkrieg Kleinfahrzeuge in Spanien gebaut hatte, ging in das Unternehmen Villiers S. A. über.
1953 kam der Serienmotor Typ 101 M auf den Markt. Der Einzylinder-Monoblock-Zweitaktmotor mit 121,67 cm³ Hubraum leistete 6 PS bei 4500/min. 1954 folgte das Modell 6M mit 197 cm³ Hubraum und eingebautem Dreigang-Schaltgetriebe. Ende 1954 wurde der M6 auch mit Vierganggetriebe hergestellt.
1958 folgte ein Zweizylindermotor mit 250 cm³ und 325 cm³ Hubraum. Diese Versionen waren bereits mit Elektrostarter versehen. Der 250er- und 350er-Motor wurde später an das englische Werk der spanischen Motorradfabrik Sanglas geliefert.
Villiers Motoren wurden in zahlreichen damaligen Kleinkraftwagen verwendet, so beispielsweise in den Marken Aisa, Auto-Tri, Biscúter, Cofersa, Delfín, FH, Gaitan, Huracán, Jet, Junior, Pulga, Roa, Samoes und Triver.
1960 wurde die Firma Hispano Villiers S. A. in die Firma Hispanomotor S. A. in Rubí nahe Barcelona überführt, die unter der Markenbezeichnung Lombardini Motoren für Wasserpumpen und Industrieaggregate fertigte.
Lombardini S. A. gehört heute zu den zwanzig führenden Dieselmotorenherstellern in Spanien.